# Monte Alto (Texas)
Monte Alto è un census-designated place degli Stati Uniti d'America situato nella contea di Hidalgo dello Stato del Texas.
La popolazione era di 1.924 persone al censimento del 2010. Fa parte dell'area metropolitana di McAllen–Edinburg–Mission.

## Geografia fisica
Monte Alto è situata a 26°22′25″N 97°58′21″W (26.373686, -97.972377).
Secondo lo United States Census Bureau, ha un'area totale di 2,2 miglia quadrate (5,7 km²).

## Società

### Evoluzione demografica
Secondo il censimento del 2000, c'erano 1.611 persone, 419 nuclei familiari e 367 famiglie residenti nella città. La densità di popolazione era di 718,3 persone per miglio quadrato (277,7/km²). C'erano 470 unità abitative a una densità media di 209,6 per miglio quadrato (81,0/km²). La composizione etnica della città era formata dal 66,29% di bianchi, lo 0,50% di nativi americani, lo 0,06% di asiatici, il 31,47% di altre razze, e l'1,68% di due o più etnie. Ispanici o latinos di qualunque razza erano il 96,77% della popolazione.
C'erano 419 nuclei familiari di cui il 50,4% aveva figli di età inferiore ai 18 anni, il 66,8% aveva coppie sposate conviventi, il 14,3% aveva un capofamiglia femmina senza marito, e il 12,2% erano non-famiglie. L'8,8% di tutti i nuclei familiari erano individuali e il 3,1% aveva componenti con un'età di 65 anni o più che vivevano da soli. Il numero di componenti medio di un nucleo familiare era di 3,84 e quello di una famiglia era di 4,12.
La popolazione era composta dal 36,4% di persone sotto i 18 anni, il 12,2% di persone dai 18 ai 24 anni, il 27,0% di persone dai 25 ai 44 anni, il 17,2% di persone dai 45 ai 64 anni, e il 7,1% di persone di 65 anni o più. L'età media era di 26 anni. Per ogni 100 femmine c'erano 93,4 maschi. Per ogni 100 femmine dai 18 anni in giù, c'erano 101,6 maschi.
Il reddito medio di un nucleo familiare era di 20.313 dollari e quello di una famiglia era di 21.389 dollari. I maschi avevano un reddito medio di 14.625 dollari contro i 15.750 dollari delle femmine. Il reddito pro capite era di 6.747 dollari. Circa il 39,5% delle famiglie e il 41,3% della popolazione erano sotto la soglia di povertà, incluso il 48,7% di persone sotto i 18 anni e il 52,8% di persone di 65 anni o più.